# Homburg, Saarpfalz
Homburg là một thành phố ở bang Saarland, Đức, dân số cuối năm 2006 là 44.217 người. Đây là thủ phủ huyện Saarpfalz. Khoa y của Đại học Saarland nằm ở thành phố này. Các công ty sử dụng lao động lớn gồm có Michelin và Robert Bosch GmbH. Thành phố này có lâu đài Höhlen và lâu đài Gutenbrunnen.

## Thành phố kết nghĩa
- La Baule, Pháp, từ năm 1984
- Ilmenau, Đức, từ năm 1989